# جورج لینکلن راکول
 جورج لینکلن راکول (انگلیسی: George Lincoln Rockwell؛ ۹ مارس ۱۹۱۸ – ۲۵ اوت ۱۹۶۷) یک سیاست‌مدار نئونازی و افسر اهل ایالات متحده آمریکا بود. وی بنیان‌گذار حزب نازی آمریکا بود.